# إليزابيث كوسون
اللواء إليزابيث كوسون (مواليد 1958) هي السكرتير الحالي لوزارة شؤون المحاربين القدامى، وموظفة حكومية منذ عام 2010.
أصبحت كوسون في عام 2017 أول أمرأة تحمل رتبة لواء في الجيش الأسترالي (ولكنها ليست أول ضابطة في قوة الدفاع الأسترالية حيث حققت نائبة المارشال الجوية جولي هامر هذا الإنجاز في عام 2003).